# Град (падавина)
Грȁд је назив за врсту високих падавина у облику ледених облутака. Ове падавине наносе велике штете пољопривреди и сматрају се непогодом. Разликује се од суградице, иако се та два облика често поистовећују. Састоји се од куглица или неправилних грудица леда, од којих се свака назива градом. Ледене куглице углавном падају по хладном времену, док је раст града у великој мери инхибиран током хладних површинских температура.

## Дефиниција
Свака олуја са грмљавином која производи град који доспе до земље позната је као олуја са градом. Кристал леда пречника > 5 mm сматра се градом. Град може нарасти до 15 cm и тежити више од 0,5 kg.
За разлику од ледених пелета, туча је слојевита и може бити неправилна и згрудана. Град се састоји од провидног леда или наизменичних слојева провидног и прозирног леда дебљине најмање 1 mm, који се таложе на камену града док путује кроз облак, бива суспендован у ваздуху уз снажно кретање нагоре док његова тежина не надвлада узлазно кретање, те почне да пада на земљу. Иако је пречник туче различит, у Сједињеним Државама, просечна примена штетног града је између 2,5 cm и величине лоптице за голф 4,4 cm.
Камење веће од 2  (0,80 ) се обично сматра довољно великим да изазове штету. Метеоролошка служба Канаде издаје озбиљна упозорења на грмљавину када се очекује град те величине или већи. Национална метеоролошка служба САД има граничну вредност пречника од 2,5 или више од јануара 2010. године, што је повећање у односу на претходни праг од 1,9 cm за град. Друге земље имају различите прагове према локалној осетљивости на град; на пример, мањи градови могли би негативно да утичу на подручја за узгој грожђа. Град може бити веома велики или веома мали, у зависности од тога колико је јак узлазни струј: слабије олује са градом производе мање градоносне олује него јаче олује са градом (као што су суперћелије), пошто снажније узлазне струје у јачој олуји могу да држе веће камење града у висини.

## Настанак
Настаје у облацима који се зову кумулонимбуси, који имај јаку узлазну струју. Дешава се да снажне ваздушне струје одвуку водене капи из облака у више слојеве где је температура нижа. Капи се тамо заледе и поприме облик лопте, односно претварају се у град. Када узлазна струја која је понела те капи не може више да одржи њихову масу, ледене кугле падају на земљу. На стопу раста туче утичу фактори као што су већа надморска висина, ниже зоне смрзавања и смицање ветра.

### Природа слојева града
Као и друге падавине у кумулонимбусима, град почиње као капљице воде. Како се капљице подижу и температура падне испод нуле, оне постају прехлађена вода и смрзаваће се у контакту са језгрима кондензације. Пресек кроз велики град показује структуру налик на лук. То значи да је град направљен од дебелих и провидних слојева, који се смењују са слојевима који су танки, бели и непрозирни. Некадашња теорија је сугерисала да су градови били подвргнути вишеструким спуштањима и успонима, падајући у зону влажности и поново замрзавајући при подизању. Сматрало се да је ово кретање горе-доле одговорно за узастопне слојеве туче. Ново истраживање, засновано на теорији, као и студији на терену, показало је да то није нужно тачно.
Узлазно струјање олује, са брзином ветра усмереном нагоре до 180 km/h, разноси камење града који се формира у облак. Како се град пење, прелази у области облака где варира концентрација влаге и прехлађених капљица воде. Стопа раста туче се мења у зависности од варијације у влажности и прехлађеним капљицама воде на које наиђе. Стопа накупљања ових капљица воде је још један фактор у расту града. Када се град креће у подручје са високом концентрацијом капљица воде, он захвата потоње и добија провидан слој. Ако град бива премештен у област где је углавном доступна водена пара, он добија слој непрозирног белог леда.
Штавише, брзина града зависи од његовог положаја у узлазном струјању облака и његове масе. Ово одређује различите дебљине слојева града. Брзина акреције прехлађених капљица воде на град зависи од релативних брзина између ових капљица воде и самог града. То значи да ће генерално већи камени град формирати одређену удаљеност од јачег узлазног струјања где може да прође више времена у расту. Како град расте, он ослобађа латентну топлоту, која одржава њену спољашњост у течној фази. Пошто подлеже 'влажном расту', спољашњи слој је лепљив (тј. лепљивији), тако да један град може нарасти сударом са другим мањим градом, формирајући већи ентитет неправилног облика.
Град такође може бити подвргнут „сувом расту“ у којем ослобађање латентне топлоте смрзавањем није довољно да се спољашњи слој задржи у течном стању. Град који се формира на овај начин изгледа непрозиран због малих ваздушних мехурића који се заробљавају у камену током брзог замрзавања. Ови мехурићи се спајају и излазе током режима 'влажног раста', а град је јаснији. Начин раста за град може да се мења током његовог развоја, а то може резултирати различитим слојевима у попречном пресеку града.
Град ће наставити да расте током олује све док његова маса више не буде могла да буде подржана узлазним струјањем. Ово може потрајати најмање 30 минута на основу силе узлазног струјања у грмљавини која производи град, чији је врх обично виши од 10 . Затим пада према земљи док наставља да расте, на основу истих процеса, све док не напусти облак. Касније ће почети да се топи док прелази у ваздух изнад температуре смрзавања.
Дакле, јединствена путања у олуји је довољна да објасни слојевиту структуру града. Једини случај у којем се може разговарати о вишеструким путањама је у вишећелијској олуји са грмљавином, где град може бити избачен са врха „мајчинске” ћелије и заробљен у узлазном струјању интензивније ћелије „ћерке”. Ово је, међутим, изузетан случај.

## Величина
Најчешће, ове ледене кугле нису веће од 5 mm, али се дешава да буду много веће и да нанесу велике штете, па и да буду опасне по људе. У лето 2001. у италијанској области Венето падао је град величине кајсије и уништио усеве. На граници САД и Канаде 1998. године, град је падао читавих девет дана, због чега је више од милион људи остало без електричне струје и хране. Највећи град је падао у Бангладешу 1986. године; маса појединих ледених кугли је тежила чак 13,6 килограма. Приликом ове непогоде погинуло је 5 људи, а повређено око 225.

## Климатологија
Град се најчешће јавља у унутрашњости континента на средњим географским ширинама и ређе је у тропима, упркос много већој учесталости грмљавине него у средњим географским ширинама. Град је такође много чешћи дуж планинских венаца, јер планине потискују хоризонталне ветрове према горе (што познато као орографско подизање), чиме се интензивира узлазно струјање унутар грмљавине и чини град вероватнијим. Веће надморске висине такође резултирају тиме да има мање времена на располагању за топљење града пре него што стигне до земље. Један од чешћих региона за велики град је широм планинске северне Индије, која је пријавила један од највећих бројева забележе смртности повезане са градом 1888. године. Кина такође доживљава значајне олује с градом. Средња Европа и јужна Аустралија такође доживљавају много невремена. Региони у којима се град често дешава су јужна и западна Немачка, северна и источна Француска, јужни и источни Бенелукс и северна Италија. У југоисточној Европи, Хрватска и Србија имају честе појаве града. Неке медитеранске земље региструју максималну учесталост града током јесење сезоне.